# Dicranomyia (Peripheroptera) arcuata
Dicranomyia (Peripheroptera) arcuata is een tweevleugelige uit de familie steltmuggen (Limoniidae). De soort komt voor in het Neotropisch gebied.